# Třebechovice pod Orebem
Třebechovice pod Orebem é uma cidade checa localizada na região de Hradec Králové, distrito de Hradec Králové‎.